# Ao Vivo no Imperator
Ao Vivo no Imperator é um show ao vivo, da banda Novo Som gravado em 1997 e lançado em 2005 pela gravadora Art Gospel.
Em 1997, a banda resolveu registrar o show de lançamento do cd “Meu Universo” em VHS para depois então fazer algumas observações. À princípio, este trabalho não fora gravado com a intenção de ser comercializado, mas em 2003, Alex Gonzaga procurou algumas gravadoras para negociar o relançamento do vídeo no formato DVD, sendo que a Art Gospel se interessou no projeto. Como a gravação do VHS era LR, o que era algo privativo da banda acabou se retornando um DVD 2.0.

## Faixas
(Todas as músicas por Lenilton, exceto onde anotado)
1. Deixa Brilhar a Luz - 04:29
2. Deste Sentido ao Meu Viver - 03:52
3. Autor da Verdade - 02:24
4. Pra Você - 04:39
5. Acredita - 06:03
6. Jesus Cristo Vem - 04:19 (Alex Gonzaga)
7. Nova Estrada - 05:24
8. Eu e Você - 03:32 (Natinho e Lenilton)
9. Instrumental - 04:07
10. Não me deixe Te Deixar - 05:17
11. Luz - 04:27
12. Elo de Amor - 05:23
13. Passaporte - 07:29
14. Escrevi - 05:04
15. Meu Universo - 05:33 (Val Martins e Lenilton)

## Créditos
- Lead Vocal: Alex Gonzaga
- Teclados: Mito
- Guitarra: Natinho
- Baixo: Lenilton
- Bateria: Geraldo Abdo
- Guitarra: Sérgio Knust
- Sax: Hinar
- Trompete: Dum Dum
- Trombone: Bira